# Kanton Bodenwerder
Der Kanton Bodenwerder, auch Kanton Ottenstein genannt, war eine Verwaltungseinheit im Königreich Westphalen. Von 1807 bis 1810 gehörte der Kanton zum Distrikt Höxter im Departement der Fulda und von 1810 bis 1813 zum Distrikt Rinteln im Departement der Leine.

## Geschichte
Nach seiner Gründung erhielt das Königreich Westphalen Verwaltungsstrukturen nach französischem Vorbild. Die Gebietseinteilung des Königreichs wurde durch ein Königliches Dekret vom 24. Dezember 1807 festgelegt. Dabei wurde auch der Umfang des Kantons Bodenwerder festgelegt. In dem Dekret wird angegeben, dass zu dem Zeitpunkt des Erscheinens im Jahre 1807 der Flecken Ottenstein Hauptort des Kantons ist und der Kanton auch noch den Namen Ottenstein trug.
Durch ein weiteres Königliches Dekret wurde der Kanton, nunmehr als Kanton Ottenstein bezeichnet, am 19. Juli 1810 in das Departement der Leine umgegliedert und dort dem Distrikt Rinteln zugeordnet. Nach dem Ende der Franzosenzeit fiel das Gebiet des Kantons 1813 wieder an das Herzogtum Braunschweig und das Königreich Hannover zurück.

## Territorium
Das Gebiet des Kantons setzte sich aus zwei historischen Gebieten zusammen. Dem Weserbezirk des Herzogtums Braunschweig entstammten die Orte
- Glesse
- Grave
- Hehlen
- Hohe
- Kemnade
- Lichtenhagen und
- Ottenstein (Flecken).

Dem Kurfürstentum Hannover (ab 1814 Königreich Hannover) entstammten die Orte
- Grohnde
- Bodenwerder (Stadt) mit Weissenfeld
- Brevörde
- Deitlevsen
- Giebel
- Heinsen
- Kirchohsen
- Lüntorf
- Meiborssen
- Pegestorf
- Polle und
- Vahlbruch.